# 윤준환
윤준환(1941년 7월 13일~2024년 8월 29일)은 대한민국의 만화가이다. 전라북도 익산 출신으로 서울대학교 조소과를 졸업했고, 1968년 소년조선일보에 만화 《꾸러기》로 데뷔했다.

## 출신 학교
- 이리동산초등학교
- 이리동중학교
- 이리고등학교
- 서울대학교 미술대학 조소과 학사

## 경력
- 한국어린이만화연구회 회장
- 동아만화미디어 대표
- 한국만화가협회 정회원

## 작품
- 《참깨밭 들깨밭(알라딘문고 46)》(예원문화사, 1987년) ISBN 2004794002286
- 《깍두기 반장님 1(알라딘문고 23)》(예원문화사, 1988년) ISBN 2004794000244
- 《깍두기 반장님 2(알라딘문고 24)》(예원문화사, 1988년) ISBN 2004794000251
- 《꾸러기 심술일기 1(알라딘문고 108)》(예원문화사, 1988년) ISBN 2004794000404
- 《골치대장 쭈구리 1(알라딘문고 153)》(예원문화사, 1990년) ISBN 2004794000121
- 《맹자야 맹자야(알라딘문고 17)》(예원문화사, 1990년) ISBN 2004794001272
- 《맹자야 맹자야》(예원문화사, 1991년) ISBN 2004794001265
- 《꾸러기들의 말썽백화점》(예원문화사, 1992년) ISBN 2004794000398
- 《꾸러기 심술일기 2》(예원문화사, 1992년) ISBN 2004794000411
- 《꾸러기 만화일기》(대교출판, 1993년) ISBN 9788939510173
- 《꾸러기 만화일기》(대교출판, 1993년) ISBN 9788939502338
- 《말썽천재 꾸러기》(대교출판, 1993년) ISBN 2001272001595
- 《우야꼬 만화일기》(대교출판, 1994년) ISBN 9788939502819
- 《우야꼬 만화일기》(대교출판, 1994년) ISBN 9788939510067
- 《꾸러기 대소동》(웅진출판주식회사, 1995년) ISBN 8901014238
- 《골치대장 쭈구리(명랑가족만화 2)》(웅진출판주식회사, 1995년) ISBN 2005035000542
- 《사고뭉치 꾸러기(꾸러기와맹자 1)》(두산잡지BU, 1996년) ISBN 8900051725
- 《사부님 우리 사부님(꾸러기와맹자 2)》(두산잡지BU, 1996년) ISBN 8900051733
- 《심술대장 맹자(꾸러기와맹자 3)》(두산잡지BU, 1996년) ISBN 8900051741
- 《못말리는 단짝(꾸러기와맹자 4)》(두산잡지BU, 1996년) ISBN 9788900051759
- 《참깨밭 들깨밭(꾸러기명랑만화 6)》(웅진출판주식회사, 1996년) ISBN 8901020815
- 《깍두기 대소동》(두산동아, 1996년) ISBN 9788900059939
- 《꾸러기 동창생》(두산동아, 1996년) ISBN 9788900059946
- 《천방지축 너구리 1》(웅진출판, 1997년) ISBN 9788901022611
- 《천방지축 너구리 2》(웅진출판, 1997년) ISBN 9788901022628
- 《빵점도사 꾸러기》(웅진출판주식회사, 1997년) ISBN 890102327X
- 《좌충우돌 맹자》(웅진출판주식회사, 1997년) ISBN 8901023296
- 《꾸러기는 못 말려》(웅진출판주식회사, 1997년) ISBN 8901023261
- 《말썽집안 꾸러기네》(웅진출판주식회사, 1997년) ISBN 8901023288
- 《꾸러기 만화세상》(꿈이있는집, 1998년) ISBN 9788977219847
- 《꾸러기와 맹자 - 만화맹자》(파랑새, 1998년) ISBN 8970571337
- 《꾸러기와 맹자 - 만화 영어일기》(파랑새어린이, 1999년) ISBN 8970971548
- 《꾸러기와 쭈구리의 나홀로 119(집안에서편)》(글수레, 1999년) ISBN 9788944002403
- 《꾸러기와 쭈구리의 나홀로 119(집밖에서편)》(글수레, 1999년) ISBN 9788944002410
- 《꾸러기의 한문숙어(저학년용, 참좋은 만화 6)》(계림닷컴, 2000년) ISBN 8981069042
- 《꾸러기의 한문숙어(고학년용, 참좋은 만화 7)》(계림닷컴, 2000년) ISBN 8981069050
- 《꾸러기 만화편지》(계림닷컴, 2001년) ISBN 8981069263
- 《꾸러기 삼강오륜》(파랑새어린이, 2001년) ISBN 9788970572475
- 《꾸러기 명심보감 1(용기편)》(서울문화사, 2001년) ISBN 0000058610
- 《교과서 만화 국어 3학년》(글수레, 2001년) ISBN 9788944002663
- 《꾸러기 명심보감(지혜편)》(서울문화사, 2001년) ISBN 9788953293144
- 《꾸러기 명심보감(용기편)》(서울문화사, 2001년) ISBN 9788953293151
- 《교과서 만화 국어 1학년》(글수레, 2003년) ISBN 9788944002441
- 《달려가 소방차(집밖에서편)》(글수레, 2003년) ISBN 9788944003066
- 《달려가 소방차(집안에서편)》(글수레, 2003년) ISBN 9788944003059
- 《맹자 - 꾸러기·맹자와 함께하는 고전학습만화》(파랑새어린이, 2006년) ISBN 9788970570181
- 《꾸러기 쭈구리와 함께하는 고전학습만화 삼강오륜》(파랑새어린이, 2006년) ISBN 9788970578330
- 《교과서 만화 수학 2학년》(글수레, 2010년) ISBN 9788944003790